# Kelty
Kelty ist eine Ortschaft in der schottischen Council Area Fife. Sie liegt etwa drei Kilometer nördlich von Cowdenbeath und sechs Kilometer nordöstlich von Dunfermline. Rund zwei Kilometer östlich befindet sich der See Loch Ore, aus welchem der Ore abfließt. Der nördlich verlaufende Kelty Burn markiert die Grenze zwischen Fife und dem benachbarten Perth and Kinross.

## Geschichte
Die Ortschaft wuchs mit der Errichtung einer Bergbausiedlung durch die Fife Coal Company um 1872. Älter sind das nordöstlich gelegene Herrenhaus Benarty House sowie die Villa Blair Adam. Der örtliche Fußballverein Kelty Hearts wurde 1975 gegründet.
Im Jahre 1871 lebten 793 Personen in Kelty. Nachdem 1951 noch 7750 Einwohner gezählt wurden, sank die Zahl in den folgenden Jahrzehnten sukzessive auf 5461 im Jahre 1991 ab. Seitdem stieg die Einwohnerzahl auf 6529 im Jahre 2011 an.

## Verkehr
Kelty lag an der A90, welche seit der Erweiterung zur M90 im Jahre 1970 nun westlich an der Ortschaft vorbeigeführt ist. In Kelty beginnt die nach Burntisland führende A909. Zwischen 1870 und 1930 verfügte Kelty über einen Bahnhof der Kinross-shire Railway. Des Weiteren bestanden mehrere Kohlebahnen, die auch zu späteren Zeitpunkten aufgelassen wurden.